# 夕刊アツキー!
『夕刊アツキー!』（ゆうかんアツキー）は、CBCラジオで毎週月曜 - 金曜に放送されていたラジオ番組。2011年4月4日放送開始、2013年3月29日放送終了。

## 概要
CBCアナウンサーの伊藤敦基が今日の夕刊の情報などを伝えるラジオ番組。
主にスポーツを担当してきた伊藤にとっては初の帯番組である。また、CBCラジオの番組では初めて番組の公式ツイッターを設け、送られたツイートが実際に番組で読まれている。ツイッターの他、FAXやメールでの投稿も従来通り受け付けている。
放送開始から2012年3月までは月曜から木曜の放送であったが、金曜日の13時～17時台に放送されていた『ごごイチ金（ゴールド）』が終了した2012年4月からは、金曜日にも当番組が放送されるようになった。
2013年3月29日で放送終了。同年4月1日からは、毎週月 - 金曜日の16:00 - 18:00に、伊藤と同僚のアナウンサー・丹野みどり（当時。当番組と放送時間の一部が重なるCBCテレビの『イッポウ』で同年3月29日までメインキャスターを担当）がメインパーソナリティを務める生ワイド番組『丹野みどりのよりどりっ!』の放送を開始した。なお伊藤は、当番組の終了を機に、再びスポーツアナウンサーとしての活動に専念している。

## 出演者
- 伊藤敦基（CBCアナウンサー、本番組では「伊藤あつき」名義で出演）
- 渡辺美香（CBCアナウンサー、2012年10月～月・火・水担当）
- 加藤由香（CBCアナウンサー、2012年10月～木・金担当）
  - 2012年9月28日の放送まで伊藤のみであったが、2012年10月1日より2人体制となる。

## 放送時間
- 毎週月曜 - 金曜 16:00 - 17:53 (JST)
  - ナイターオフ期は7分延長され18:00まで。

## タイムテーブル
16:05 中日新聞ニュース【伊藤】

16:07 株式市況【渡辺・加藤】

16:10 でらスポ【伊藤】

16:14 ピックアップニュース

16:20 快適生活ラジオショッピング

16:29 ジングルさん

16:31 交通情報

16:35 CBCiShopラジオショッピング

16:40 ニュースラインナップ【渡辺・加藤】

16:47 聴いて情報館!
- 月曜 アツキー シンクタンク
- 火曜 その道のプロ
- 水曜 みかみみ
- 木曜 由香いなアンテナ
- 金曜 エンタメ三面記事

16:54 唄う長島温泉

17:00 中日新聞ニュース

17:04 おじゃまします！CBCラジオです。

17:11 競艇結果速報（開催していない場合はレース無しと伝える) 

17:14 そろそろ時間です。

17:30 ネットワークTODAY

17:41 ほっとインフォメーション

17:46 交通情報

17:48 天気予報

17:51 フルチャージ！

【】内の名前は原稿を読む担当を示す。

## 企画
- 虹色ポスト
はがきでの投稿を紹介するコーナー。2012年夏に行われた企画「かもめーるプロジェクト」の好評を受け、同年秋からスタート。
- そろそろ時間です。の企画

できちゃった川柳
身の回りで起こった出来事を五文字か七文字でまとめたものを募集し、それらを番組で選抜して意味のある川柳にしてみようという企画。
アツキーフーズ
身近な食品会社・料理店をピックアップ。
- 絵灯篭プロジェクト
2013年3月10日（日曜日）に東日本大震災の被災地・宮城県名取市閖上（ゆりあげ）地区で実施された震災犠牲者追悼イベントに向けて、追悼の目的で並べられた絵灯篭（約5,000灯）作りに番組ぐるみで協力。絵灯篭の4面に貼る紙に出演者・スタッフがイラストやメッセージを入れる一方で、リスナーにもイラストやメッセージを描いた紙の郵送を募った。当番組に集められた絵灯篭用の紙は、番組スタッフを通じて名取市観光物産協会に送付。イベント前日の3月9日には、伊藤が閖上地区に赴いたうえで、会場でイベントの準備を手伝った。

| CBCラジオ 平日16:00 - 18:00 | CBCラジオ 平日16:00 - 18:00 | CBCラジオ 平日16:00 - 18:00 |
| 前番組                      | 番組名                      | 次番組                      |
| --------------------------- | --------------------------- | --------------------------- |
| ごごイチ ※13:00 - 18:00     | 夕刊アツキー!               | 丹野みどりのよりどりっ!     |